# Letteratura contemporanea ucraina
La letteratura contemporanea ucraina si riferisce alla letteratura ucraina dal 1991, l'anno dell'indipendenza dell'Ucraina e del crollo dell'Unione Sovietica . Da quell'anno in poi cesso di esistere la censura in Unione Sovietica e gli scrittori poterono rompere apertamente con lo stile artistico, musicale e letterario del realismo socialista ufficiale. I principali cambiamenti erano avvenuti nella letteratura ucraina già durante la Perestrojka (1985) e soprattutto dopo il disastro di Černobyl'. Alcuni ricercatori ritengono che la letteratura ucraina moderna sia nata negli anni '70 e fondata dai dissidenti sovietici della generazione degli anni sessanta.
Grazie alla maggiore libertà e apertura della società ucraina alle influenze straniere e di un accesso molto più ampio alle letterature di altri paesi, la letteratura ucraina contemporanea è diversa dalla letteratura del periodo sovietico e classico. Gli scrittori si rivolgono spesso ad argomenti precedentemente proibiti (Holodomor, sessualità, droghe, comportamento deviante, ecc.), utilizzando nuovi stili (postmodernismo, neo-avanguardia, volgarità, suržik), diversità e mescolanza di generi, effetti scioccanti e riflessione sui problemi sociali e memoria storica.
L'Ucraina moderna ha anche un numero significativo di scrittori russofoni, che hanno particolarmente successo nei generi di fantascienza e fantasy.

## Storia

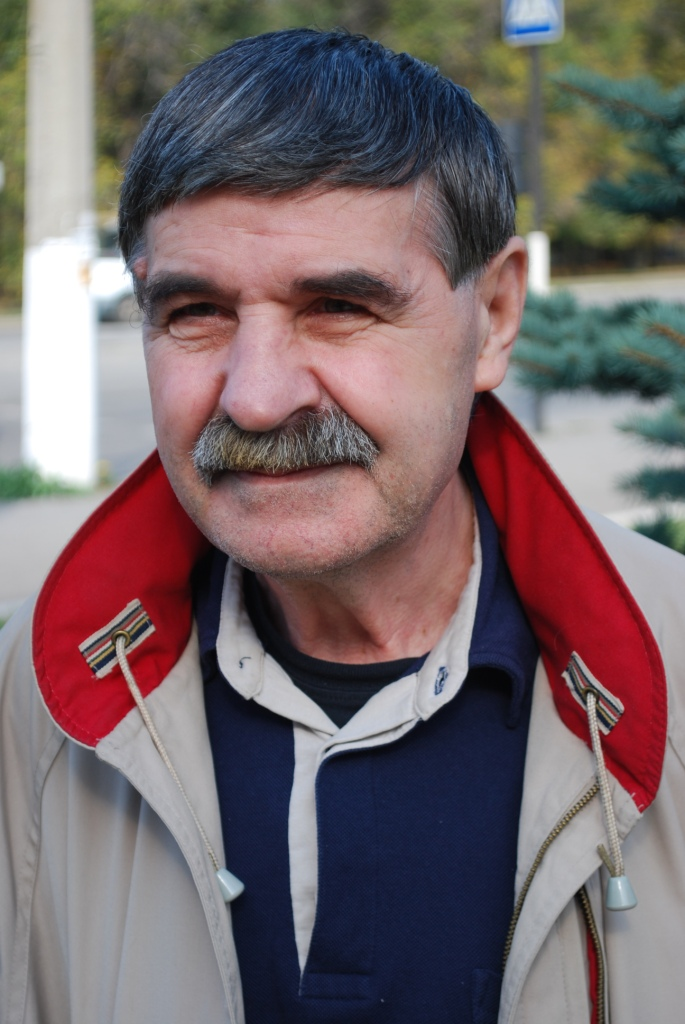
Vasyl' Holoborodko uno studente della Scuola di poesia di Kiev.

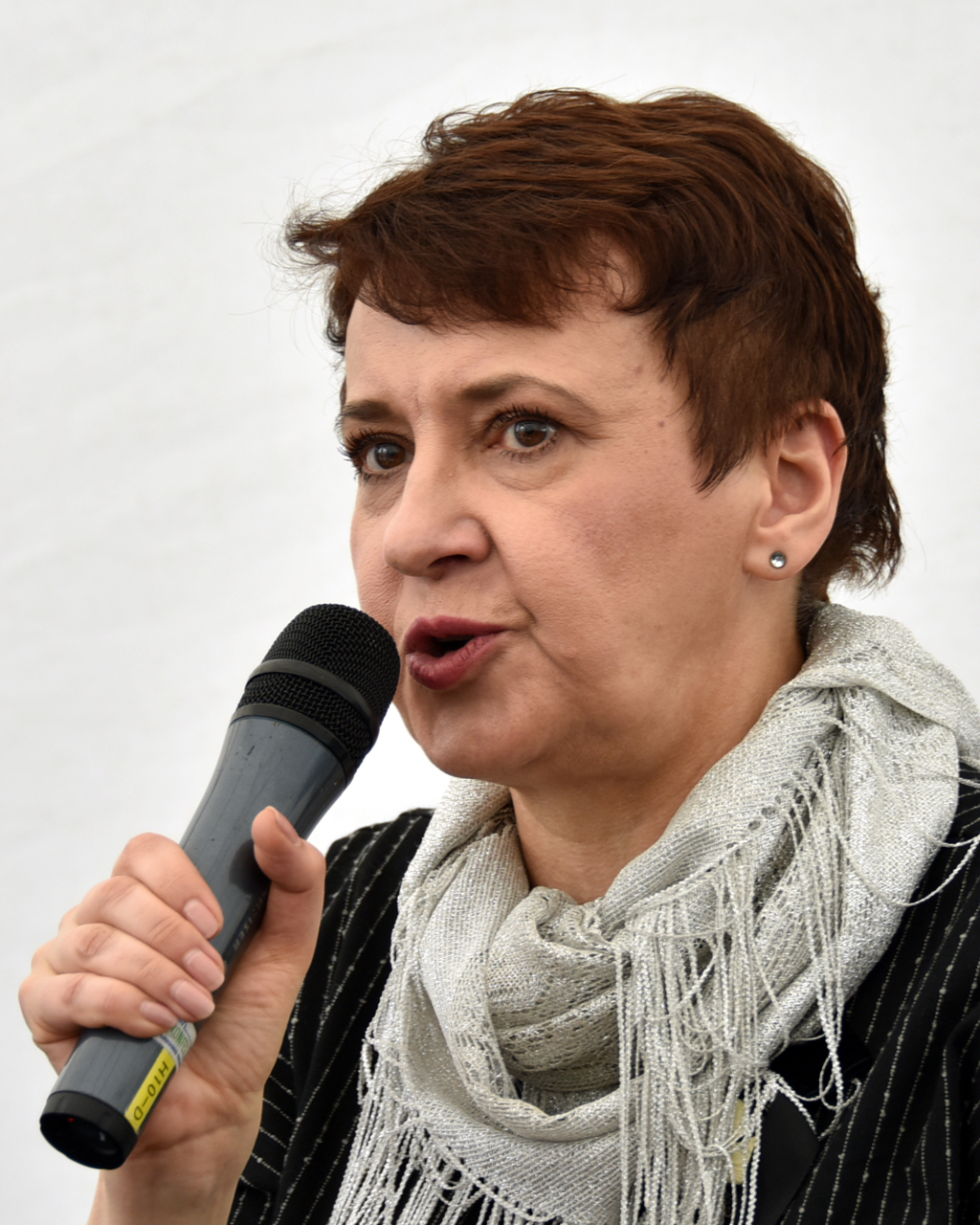
Oksana Zabužko.

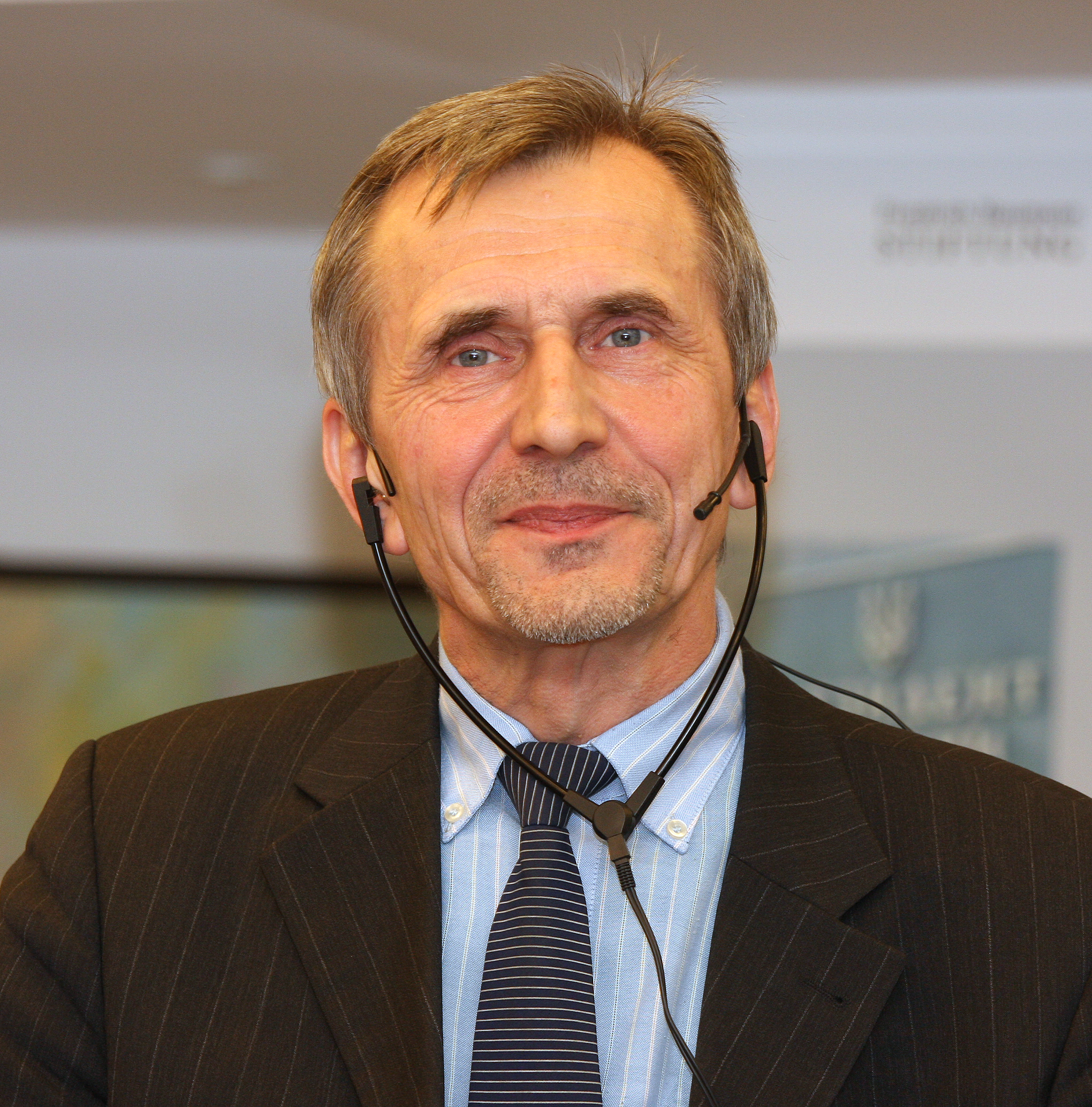
Mykola Rjabčuk

Come parte della Grande Svolta, il Modernismo nella letteratura ucraina fu soffocato dall'assassinio sistematico da parte del nuovo premier sovietico Iosif Stalin degli scrittori e dei poeti che, sotto le politiche post-1917 di Korenizacija e ucraina, avevano creato un movimento letterario che ora è chiamato il Rinascimento fucilato. Ad eccezione della diaspora ucraina, tuttavia, seguirono immediatamente e continuarono per decenni la censura, il realismo socialista coercitivo, la russificazione forzata e la stagnazione letteraria. Ciò ha portato molti autori ucraini più recenti a scrivere in stili classico, modernista o postmoderno per riempire il vuoto storico alle loro condizioni.
Verso la fine dell'URSS alcuni scrittori ucraini iniziarono a deviare dallo stile letterario ufficialmente approvato del realismo socialista . Tra questi scrittori c'erano Valerij Ševčuk con la sua prosa psicologica e gli autori della prosa chimerica (Vasyl' Zemljak e Volodymyr Drozd) simile al realismo magico. Esistevano anche circoli letterari sotterranei come la scuola di poesia di Kiev (Vasyl' Holoborodko, Mykola Vorobjov, Viktor Kordun, Mychajlo Hryhoriv), una cerchia di scrittori di Leopoli attorno all'almanacco samizdat "Skrynja" (Hryhorij Čubaj, Oleh Lyšeha, Mykola Rjabčuk, Viktor Morozov, Roman Kis', Orest Javors'kyj), scrittori dissidenti separati come Ihor Kalynec'. Autori appartenenti alla scuola ironica di Kiev (Volodymyr Dibrova, Bohdan Žoldak, Les Poderv"jans'kyj) sono considerati i capostipiti del postmodernismo nella letteratura ucraina.
Con l'avvento della Perestrojka, la censura di tutti gli scrittori sovietici si indebolì. Ciò ha permesso a poeti e scrittori ucraini di rivolgersi a stili, soggetti e temi precedentemente proibiti.
Anche il canone letterario ucraino dovette essere rivisto e le opere vietate degli anni '20 del " Rinascimento fucilato ", di scrittori e poeti anticomunisti nella diaspora ucraina e di scrittori Samizdat furono finalmente apertamente pubblicate.
Dopo il fallimento del colpo di stato di agosto contro il premier Michail Gorbačëv e la riuscita Dichiarazione d'indipendenza ucraina nell'agosto 1991, il popolo ucraino ha dovuto affrontare un decennio di sostanziali cambiamenti sociali. L'editoria del settore privato doveva colmare il vuoto lasciato dal sistema editoriale controllato dallo Stato, che aveva solo sostenuto e pubblicato scrittori ritenuti ciecamente leali e obbedienti al regime sovietico.
Anche il ruolo dello scrittore nella società è stato riesaminato. Poeti e scrittori fedeli al regime dell'Unione Sovietica avevano svolto una funzione sociale e politica molto specifica, che i nuovi scrittori postmodernisti (in particolare il gruppo di poeti Bu-Ba-Bu tra cui Jurij Andruchovyč, Viktor Neborak e Oleksandr Irvanec') iniziarono a ironizzare e sfatare .
Alcuni dei centri della nuova letteratura ucraina erano situati lontano dalla capitale politica di Kiev. Il fenomeno Stanislaviv emerse a Ivano-Frankivs'k e comprendeva un gruppo di eminenti scrittori come Jurij Andruchovyč, Jurij Izdryk, Taras Prochas'ko, Halyna Petrosanjak e Marija Mykycej.
Mykola Rjabčuk è stata una figura influente nella letteratura ucraina alla fine degli anni '80 e all'inizio degli anni '90. Ha curato "Suchasnist", la rivista letteraria più influente dell'epoca. Grazie a Rjabčuk furono pubblicati per la prima volta molti scrittori che dovevano ancora diventare famosi.
La letteratura ucraina contemporanea è stata influenzata anche dagli scrittori della diaspora ucraina e in particolare dal Gruppo di poeti ucraini di New York degli anni '50 e '70, che ha abbracciato il modernismo letterario, il surrealismo, l'esistenzialismo e molte altre tendenze nella letteratura occidentale, separando la loro politica dalla loro arte. Un'altra influenza provenne dal lavoro, ora liberamente pubblicato, dei Šestidesjatniki, dissidenti sovietici e scrittori della generazione degli anni Sessanta, sfuggiti alla censura facendo circolare i loro scritti tramite Samizdat, che usavano anche per richiamare l'attenzione sulla persecuzione religiosa, la russificazione forzata dell'Ucraina e molti altri Violazioni dei diritti umani nell'Ucraina sovietica.

## Caratteristiche

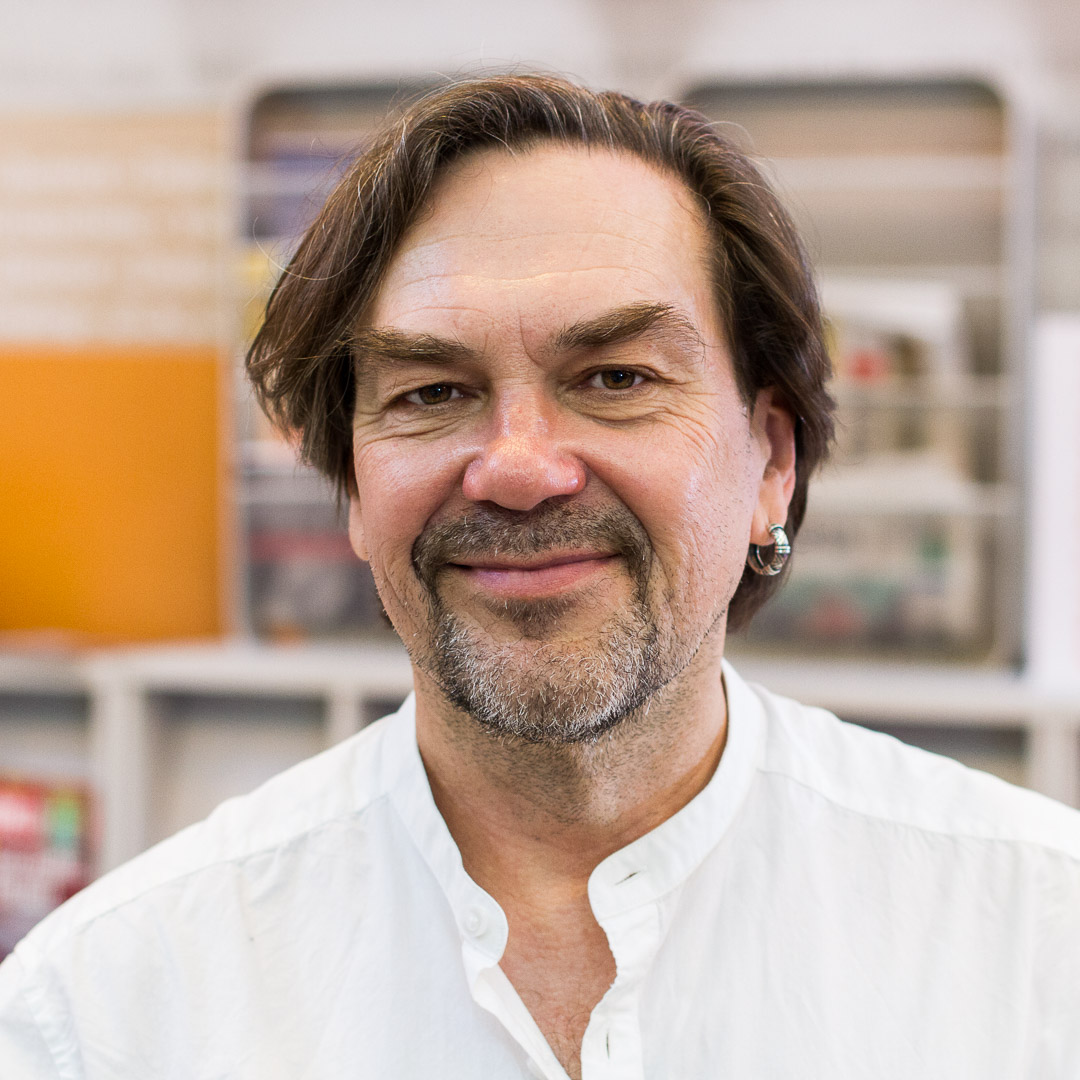
Jurij Andruchovyč

Molte opere di poeti e scrittori contemporanei si concentrano sui lati oscuri della vita umana, come la violenza e la crisi. Questa è una reazione a decenni di falso ottimismo imposto nella letteratura sovietica.
Ci sono numerosi festival letterari in Ucraina, i più importanti sono il festival letterario internazionale di Leopoli, Meridian Czernowitz e Kyivs'kyj lavry.
Per effetto comico, alcuni autori ucraini post-indipendenza scelgono di scrivere in una lingua pidgin composta da russo e ucraino misto chiamato suržik (Bohdan Žoldak, Les Poderv"jans'kyj, Volodymyr Dibrova, Mychajlo Brynych), poiché il suržyk è sempre più la lingua degli emarginati.
Un certo numero di scrittori in Ucraina continua a scrivere in russo. Andrej Kurkov è il più noto di loro. Anche un gran numero di scrittori di fantascienza contemporanei in lingua russa sono originari dell'Ucraina o vivono ancora lì (HL Oldie, Aleksandr Zorič, Jurij Nikitin, Andrej Valentinov, Maryna e Serhij Djačenko e Volodymyr Arjenjev).

## Poesia

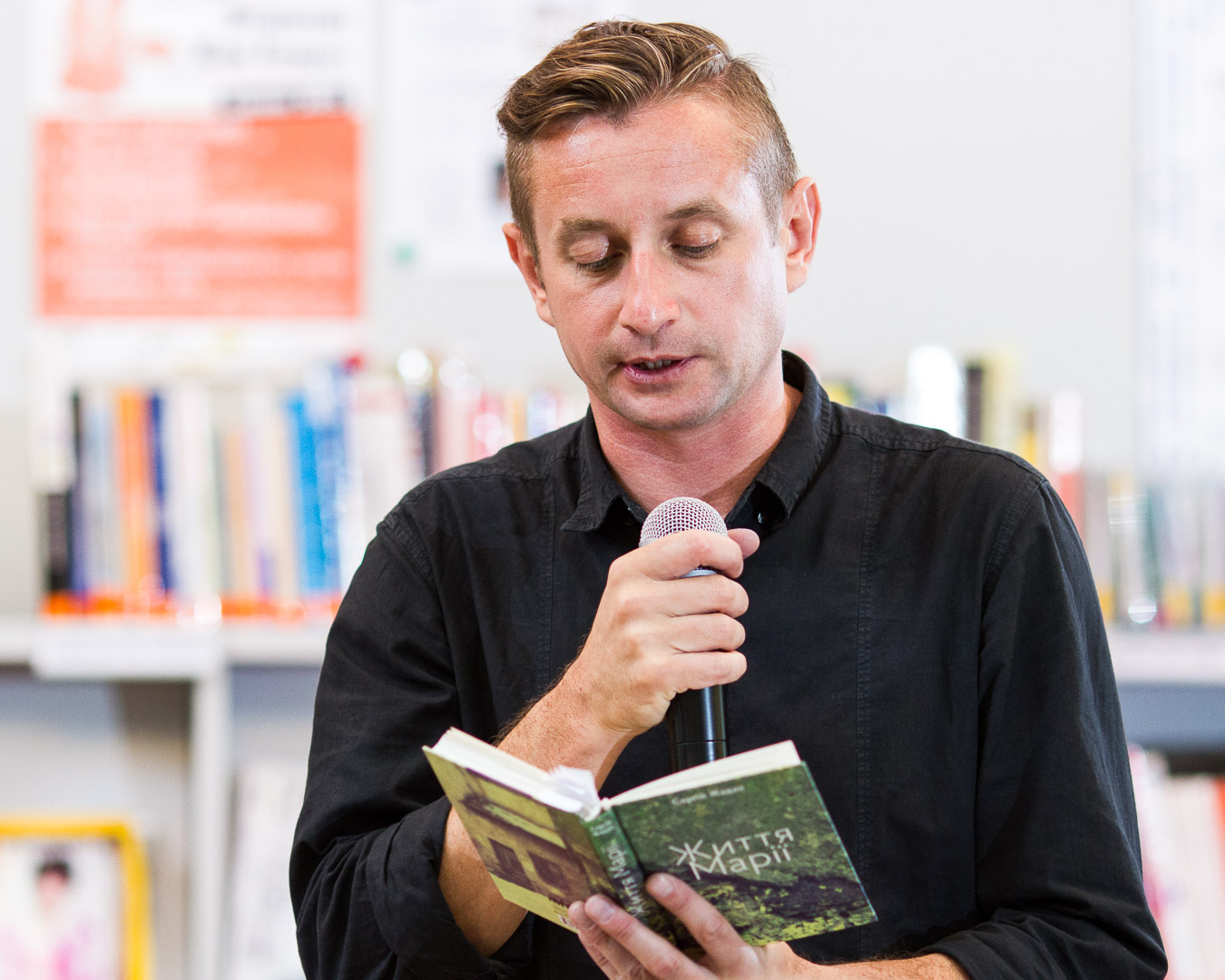
Serhij Žadan

Tra i famosi poeti ucraini ci sono Jurij Andruchovyč, Les' Belej, Andrij Bondar, Vasyl' Holoborodko, Marianna Kijanovs'ka, Pavlo Korobčuk, Oleh Kocarev, Halyna Kruk, Dmytro Lazutkin, Oleh Lyšeha, Andrij Ljubka, Iya Kiva, Ivan Malkovyč, Bohdana Matijaš, Petro Midjanka, Kost' Moskalec', Ihor Pavljuk, Ihor Rymaruk, Oksana Stomina, Iryna Šuvalova, Ostap Slyvyns'kyj, Volodymyr Cybul'ko, Oksana Zabužko, Serhij Žadan.

## Prosa

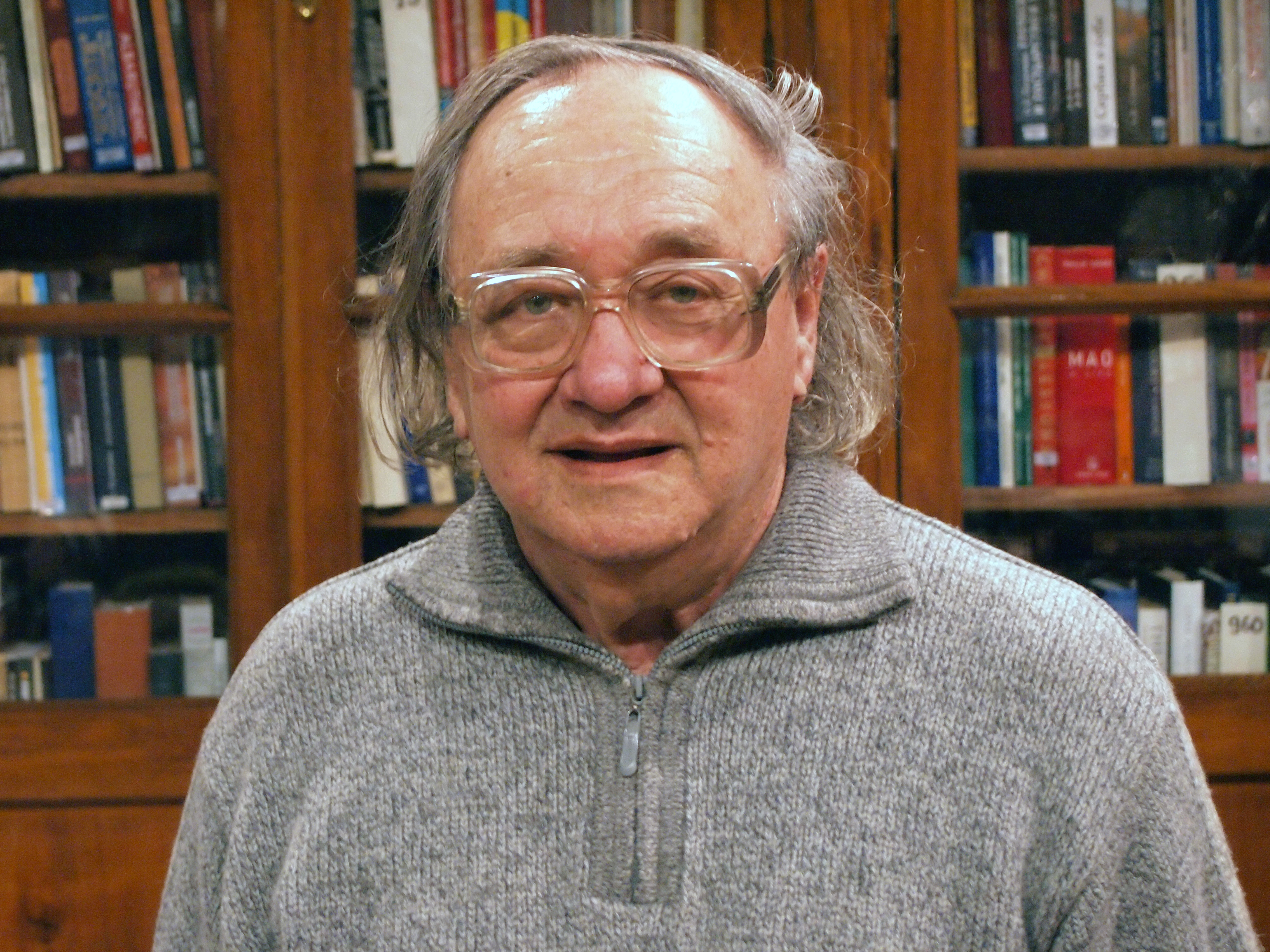
Valerij Ševčuk

Scrittori di prosa: Valerij Ševčuk, Volodymyr Dibrova, Jurij Vynnyčuk, Jurij Gudz', Jurij Andruchovyč, Oksana Zabužko, Jurij Pokal'čuk, Jurij Izdryk, Jevhen Paškovs'kyj, Oles' Ul'janenko, Stepan Procjuk, Taras Prochas'ko, Natal'ka Snjadanko, Serhij Žadan, Irena Karpa, Tanja Maljarčuk, Ljubko Dereš, Markijan Kamyš, Viktorija Amelina, Iryna Cilyk, Oleksij Čupa.
Saggisti conosciuti: Ivan Korsak, Mykola Rjabčuk, Vitalij Žežera, Jurij Andruchovyč, Oksana Zabužko, Vasyl' Machno, Oleksandr Bojčenko, Jurko Prochas'ko, Anatolij Dnistrovyj, Andrij Bondar.
Romanzi degni di nota: Fieldwork in Ukrainian Sex (1996) di Oksana Zabužko, Perverzion (1997) di Jurij Andruchovyč, Wozzek di Jurij Izdryk, Sweet Darusya (2002) di Marija Matios, Stalking the Atomic City: Life Among the Decadent and the Depraved of Chornobyl (2015) di Markijan Kamyš.

## Dramma

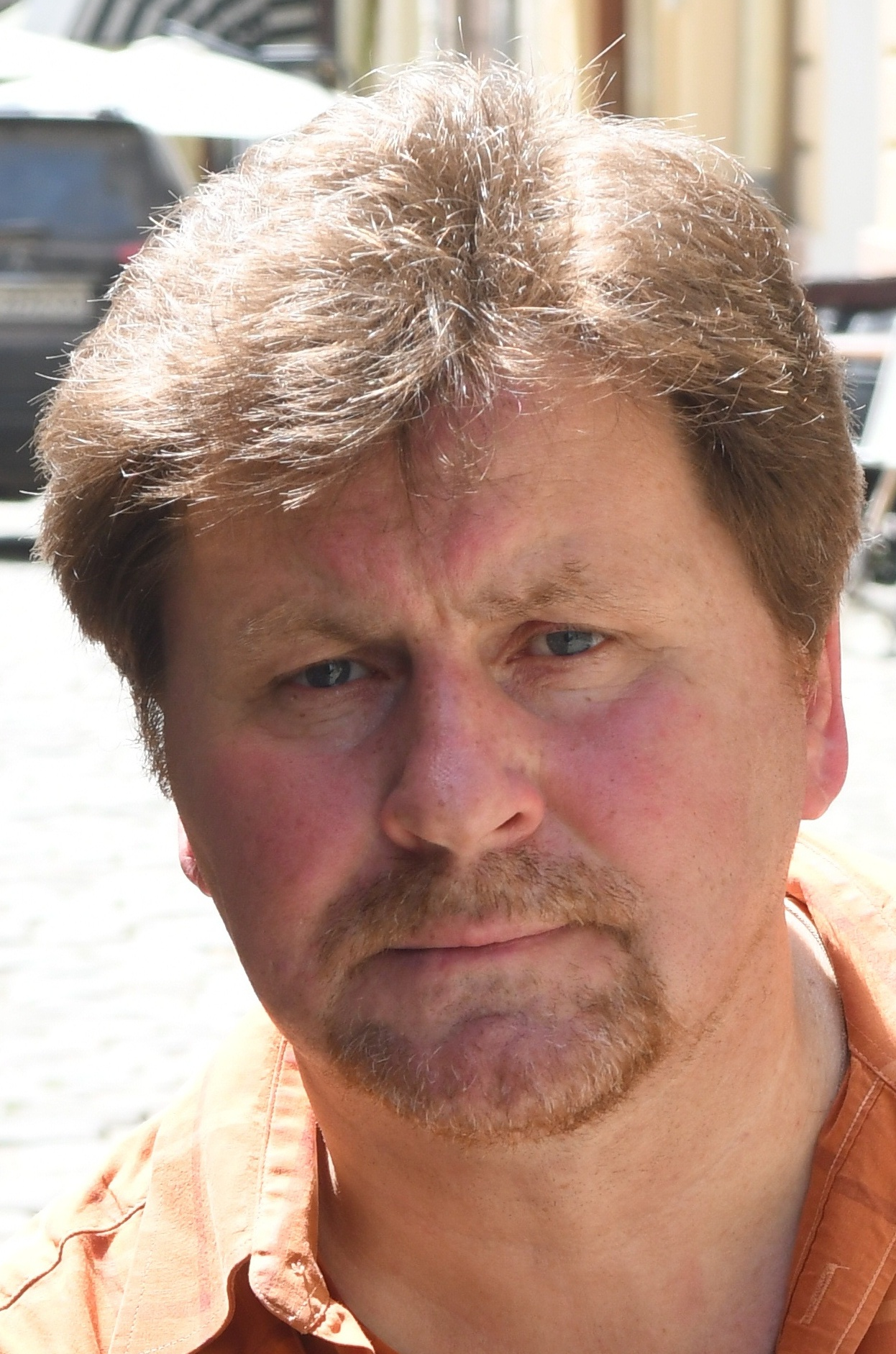
Ihor Pavljuk

Scrittori drammatici: Oleksandr Irvanec', Nadija Symyč, Neda Neždana, Les Poderv"jans'kyj, Pavlo Ar"je, Anna Bahrjana, Olena Klymenko, Oleh Mykolajčuk-Nyzovec', Serhij Ščučenko, Artem Vyšnevs'kyj, Oleksandra Pohrebins'ka, Ihor Pavljuk, Oleksa Slipec', Volodymyr Serdjuk.